# Batalla de Apiesi
La batalla de Apiesi fue un enfrentamiento militar librado el 30 de enero de 1776 como consecuencia del conflicto existente entre las autoridades del Imperio español y las tribus wayús en la península de la Guajira. El combate resultó en el abandono del fuerte recientemente fundado por los españoles.

## Antecedentes
En el transcurso del siglo XVIII, el gobierno virreinal había intentado pacificar a los indígenas de la península de la Guajira mediante la creación de numerosas misiones lideradas por capuchinos. En 1769 estalló una gran rebelión de los wayús y cocinas contra los abusos de las autoridades españolas y los criollos. Destruyeron las misiones capuchinas, matando a todos los colonos que pudieron, incluyendo mujeres y niños, bebiendo chicha y aguardiente en los cálices, amolando sus herramientas en las aras del altar y arrasaron todo hasta Bahía Honda y Bahía Hondilla, incluso amenazando con asaltar Riohacha. Eran enemigos temibles, pues habían incorporado el uso del caballo y las armas de fuego gracias al contrabando con ingleses y holandeses. Estos dos productos se convirtieron en elementos centrales de la cultura y la economía de los wayús. Los pueblos de La Cruz (luego Aujero), El Rincón y Orino fueron destruidos. Sin embargo, la reacción española, dirigida por el coronel Antonio de Arévalo, permitió la reconstrucción de esos pueblos en 1773 y fundar muchos más.
El plan de Arévalo era fundar cuatro pueblos o fuertes en pleno territorio wayú: Bahía Honda en el extremo septentrional de la península, Apiesi en el nordeste, San Carlos de Pedraza en el sur y San Bartolomé de Sinamaica cerca del lago de Maracaibo. La intención era ocupar la costa de la península, donde vivían las tribus más numerosas de los wayús, a las que sometería por las armas a la vez que les aislaba de los contrabandistas extranjeros. En un informe consideraba que era la única solución al conflicto, pues realizar expediciones sería inútil porque los indios podían esconderse en lugares inaccesibles para los españoles, sin importar cuantos fueran. Por eso, a diferencia de su predecesor el coronel José Benito de Enzio (o Encio) descartaba la utilidad de enviar refuerzos si no se cambiaba de táctica. También recomendaba realizar cualquier operación entre enero y abril, cuando no habían frutos silvestres disponibles en la región y todo ataque a las cosechas indígenas tendría un fuerte impacto.
En 1774 fue nombrado gobernador interino de Riohacha el capitán de artillería José Galluzo y Páez, quien inmediatamente solicitó al virrey Manuel Guirior autorización para someter por la fuerza a los wayús, aduciendo que los misioneros capuchinos habían fracaso en sus intentos convertirlos y asentarlos pacíficamente. El virrey aceptó y Arévalo viajó a Riohacha a supervisar la preparación antes de regresar a Cartagena de Indias. Para 1775, esas autoridades españoles deseaban fundar un pueblo en Apiesi, lugar ubicado en el extremo septentrional de la península y al oriente de Bahía Honda, para cortar el contrabando de armas de fuego de ingleses y holandeses para los wayús. A esto se opusieron los indios de la zona encabezados por el jefe Arguasi y animados por promesas de ayuda de los británicos.
El alaulayu (jefe) Arguasi dominó el área entre los puertos de Sabana del Valle, Cojoro, Cocinetas y Tucacas entre 1775 y 1800 aproximadamente. Dominaba la Alta Guajira junto a la parcialidad centrada en la inexpugnable serranía de Macuira. Según cálculos de las autoridades españolas, podía movilizar entre 2500 y 5000 guerreros por su cuenta. En la Baja Guajira, entre Riohacha y Maracaibo, dominaban los hermanos Yaurepara y Panieme, centrados en las cercanías de Cojoro y Parauje, pudiendo reunir hasta «dos mil hombres de armas y flechas» según fuentes de la época. Controlaban las rutas terrestres entre ambas ciudades y tenían como aliados a las parcialidades de la cuenca del río Limón y al zambo Martín Rodríguez, quien hacia de lenguaraz con los criollos. Por su parte, los misioneros capuchinos habían informado al gobierno en Riohacha que los indios podían movilizar 7000 guerreros.
El 1 de marzo, Galluzo refundó oficialmente los pueblos de La Concepción y San Antonio de Orino acompañado de 100 soldados, 70 milicianos y 40 oficiales del regimiento de Saboya y 2 de artillería. Cuando estuvo en Orino, un capitán wayú amenazó a Galluzo: «diciendo que mandaría mil indios contra él, pero la respuesta que le volvió de que hiciese lo que decía, que ya le haría arrepentir luego viniendo contra él los españoles». Con tal respuesta, el jefe indígena entró en razón y pidió disculpas. En septiembre y octubre, indios aliados le informaron a Galluzo que comerciantes holandeses les advertían que no podían dejar que se fundara un fuerte en Apiesi porque el comercio con Jamaica, Curazao y Saint-Domingue quedarían interrumpido.
Los wayús dieron refugios a esclavos fugitivos o cimarrones de los españoles desde el siglo XVI. En 1775, el comandante Francisco Portillo capturó 7 negros en un ataque contra Apiesi. Estos provenían de Aruba, de donde huyeron en una balandra por los malos tratos y se dirigían a Coro porque existía el rumor que al llegar ahí les darían su libertad. En el camino llegaron a la península, donde los caciques les permitieron quedarse. Sin embargo, desde finales del XVII, sus caciques también poseían esclavos negros que compraban a contrabandistas ingleses o franceses en las cosas o robaban de los hatos españoles.

## Enfrentamiento

### Expedición
El 3 de diciembre de 1775, Galluzo partió de Riohacha para Apiesi con 300 españoles y criollos escoltados por indios auxiliares, destacando 43 regulares. El día anterior a la marcha los indios de Calabozo, cuyo jefe era apodado Gobernadorcito, le robaron 9 de los mejores caballos del gobernador y sus oficiales. El capitán de artillería Galluzo inmediatamente fue a ese pueblo con apenas 50 milicianos y exigió que los devolvieran, pero el ladrón se negaba porque afirmaba haberlos robado en represalia por el asesinato de un hermano suyo por los españoles. La excusa no sirvió, pues el gobernador amenazó que los recuperaría él mismo si era necesario y los wayús prefirieron devolverlos.
Pronto le llegaron informes de que los wayús planeaban emboscarlo por miedo a que les quitara sus tierras, por lo que cambió su ruta. El 6 de diciembre, la expedición española se encontró con el camino bloqueado por troncos y en la cima de una colina aparecieron 1000 guerreros wayús, cifra posiblemente exagerada, provenientes de varias comunidades, incluyendo la de Boronata. Estaban cerca de Itojolu, montaña donde los wayús creían que habían sido creados por Maleiwa. Arguasi había reunido a sus propios guerreros más contingentes de Macuira, Cruz, Rincón, Calabozo y Boronata.
Galluzo ordenó a sus tropas desbloquear el camino mientras enviaba mensajeros a los caciques para preguntarles por qué lo desafiaban. A la mañana siguiente, un jefe de Apiesi y otro de Macuira fueron a su campamento a informarle que ingleses y holandeses les habían contado que Galluzo planeaba construir un fuerte en la zona para impedirles comerciar con ellos, desarmarlos y dominarlos, lo que fue confirmado por wayús de localidades ya pacificadas. El gobernador de Riohacha no lo negó, pero les advirtió que iba a continuar a pesar de su oposición y estaba dispuesto a darles batalla.
Ante esa respuesta, los wayús prefirieron retirarse a combatir y la expedición siguió su camino. Esa misma jornada los españoles llegaron a Apiesi y empezaron a construir un fuerte. Un día más tarde, los indios enviaron nuevos mensajero que advirtieron a Galluzo que de seguir ahí le bloquearían todas las salidas e iniciarían hostilidades. Nuevamente, el gobernador demostró firmeza y les advirtió que los españoles estaban ahí para quedarse, que de haber guerra, ésta duraría años y los wayús sufrirían más, y que dependiendo de cómo vinieran, en búsqueda de la paz o la guerra, él los recibiría en consecuencia. El 10 de diciembre, Galluzo se reunió con algunos jefes y les obsequió hojas de coca y licor.

### Desastre
A partir de entonces, los wayús se retiraron y luego admitieron que no conseguirían nada, pues el dominio de los españoles era inevitable. Incluso los caciques ofrecieron su mano de obra para ayudar, lo que Galluzo aceptó y cientos de indios empezaron a trabajar en la construcción el día 13. El 15 de diciembre, el fuerte se dio por terminado, habiéndose levantado una empalizada, una iglesia y varios edificios interiores. A día siguiente, confiado, Galluzo se retiró con el grueso de sus hombres, dejando en el fuerte a 90 hombres con un misionero para sus necesidades espirituales, aunque otros autores hablan de 65 milicianos y el fraile capuchino  Buenaventura de Benifairo.
El 30 de enero de 1776, los mismos indios que habían ayudado a levantar el fuerte atacaron a la guarnición. Según Arévalo, la guarnición logró rechazarlos gracias a la dirección de un valeroso sargento, sufriendo un muerto y trece heridos entre los 65 defensores; había otros 13 hombres de la guarnición que estaban afuera ese día. Sin embargo, los españoles decidieron retirarse a Bahía Honda por estar herido el sargento que los mandaba, muriendo 43 hombres en el trayecto, la mayoría soldados veteranos porque no iban agrupados para defenderse. Llegaron a Bahía Honda 27 sobrevivientes, pero pronto 3 murieron producto de sus heridas. El fuerte fue abandonado y destruido, el fraile asesinado y la iglesia quemada, salvándose 2 soldados y 21 milicianos que pudieron llegar a Bahía Honda.

## Consecuencias

### Campañas de castigo
El 17 de marzo, Arévalo llegó a Riohacha con órdenes de hacerse cargo de la situación personalmente. De inmediato, se encargó de asegurar las defensas de Riohacha, Bahía Honda, San Carlos de Pedraza y Sinamaica para luego perseguir a los responsables del desastre. Vitalmente importante era Bahía Honda, que había quedado sin apoyo y era el único pueblo que quedaba entre los wayús y Riohacha, por ello durante meses el grueso de los ataques de los indios iban contra esa localidad. También escribió al virrey solicitando el envío a Santa Marta de una balandra con 40 fusileros para reemplazar a muertos y heridos, artillería con operarios y 10 000 pesos para gastos.
Entre abril y mayo dispuso que una tropa de 500 soldados atacara las sábanas de Apiesi y las serranías de Macuira por tierra y mar desde Bahía Honda, matando más de 80 indios. Para reasegurar el dominio español al norte de la península, las autoridades fundaron el pueblo de Santa Ana de Sábana del Valle, en la costa noreste de la península, frente al golfo de Venezuela, reemplazando a la destruida Apiesi. Este lugar era estratégico, pues daba el dominio sobre los puertos menores de Tucacas, Tucaquitas y San Nicolás, cortando el contrabando que proveía de armas a los indios de Apiesi y Macuira. Contaba con 60 milicianos a caballo, 200 soldados veteranos y un puerto que permitía el ingreso de una balandra de gran calado.
En abril, Galluzo capturó a un familiar de un cacique de Apiesi y lo obligó a actuar como su guía. Cuando el jefe le pidió la paz, el gobernador le exigió 200 cabezas de ganado, 300 caballos y todas las armas capturadas en Apiesi. Luego le pidió a sus aliados wayús guerreros para realizar campañas de castigo, pero los caciques se negaron porque según sus tradiciones sólo debían ayudarlo si su madre era wayú, lo que no era el caso. El gobernador de Riohacha estaba preocupado, pues dichas costumbres podían llevar a que sus aliados se volvieran en su contra y se movilizaran para ayudar a los rebeldes en Apiesi, Macuira y Sábana del Valle.
Las campañas de castigo continuaron con el permiso de Arévalo, matando hasta finales de mayo a más de 80 wayús, incluyendo un sobrino de un jefe de Apiesi. En junio, Arévalo despacho una expedición de 325 hombres al mando de Galluzo que masacró a 25 indios en una sola expedición con la guía de indios aliados, sin embargo, el número de wayús muertos fue relativamente bajo porque los indios prefirieron ocultarse y no combatir. Según los españoles por no saber luchar, pero realmente era su táctica habitual, dejar que el clima desgastara a todo invasor. Así, a los pocos días los españoles se retiraron.
A finales de mes, Galluzo se enteró de que los indios de Apiesi, Macuira y Sábana del Valle planeaban atacar el fuerte de Sábana del Valle, mientras los indios cocinas encabezados por el zambo de Boronata, sargento mayor José Antonio Pérez, planeaban robar ganado en la Baja Guajira, cerca de Pedraza. Otros jefes que animaban a los guajiros más inquietos a alzarse eran el zambo Bichuana en el pueblo de La Cruz, Simón Yndio en El Rincón y el capitán Mayaunare en Calabozo (o Calavazo). La verdad es que los ataques de los indios siempre eran anunciados por rumores que corrían entre las tribus. La reacción fue brutal y para noviembre se había matado al jefe Juan Jacinto, cuya cabeza fue exhibida en la punta de una pica, y se arrestaron a 89 indios que fueron llevados a Riohacha, donde se prohibió la entrada y salida de wayús. Las autoridades también alertaron a los criollos de los pueblos de Menores y Camarones, donde la pólvora se agotaba, de posibles ataques y ordenaron a los colonos en Boronata trasladarse a Pedraza. La táctica de los wayús buscaba aislar Sábana del Valle, pues era el único obstáculo para avanzar sobre el pueblo San Juan Bautista de Bahía Honda. Si este último también desaparecía, el único obstáculo entre ellos y Riohacha sería San Carlos de Pedraza, que estaba muy cerca de la capital provincial.
Entre enero y febrero de 1777, docenas de colonos en Sábana del Valle y Bahía Honda murieron de problemas estomacales porque los indios habían contaminado sus fuentes de agua provenientes de Macuira. En marzo los colonos les atacaron, matando 180 wayús y cocinas y capturando otros 35. Estas campañas buscaban no dar respiro a los wayús, desgastándolos y haciéndoles agotar sus municiones.

### Evacuación de la región
Durante aquel invierno de 1776 la semilla de la rebelión se expandió por Sábana del Valle, Bahía Honda y Sinamaica, haciendo que colonos y misioneros huyeran al interior o a Riohacha. La mayoría de los capuchinos se refugiaron con los chimilas en el sur, los que estaban al norte de la península huyeron a Maracaibo, Valledupar o Santa Marta sin pedir permiso a los militares, lo que causó desavenencias entre Arévalo y los frailes. En junio, los curas Félix de Gaines en el pueblo de Rincón, Antonio de Vinaros en Laguna de Fuentes, Bartolomé de Vinaros en Menores, Silvestre de Alcira en Tucuracas y Domingo Bocairent en Calabozo se negaron a seguir en sus iglesias y pidieron su traslado a la provincia de Valledupar. Para seguir solicitaron intérpretes criollos, no indios, y una escolta de 15 a 20 soldados para cada uno. Finalmente, para evitar que lo sucedido en Apiesi se repitiera, los curas capuchinos de La Cruz, el Rincón, Orino y Laguna de Fuentes, Calabazo, Totumo, Toco, San Pablo de Tucuraca y Rincón de Carpintero, Ypapa, Chimare y Macuira fueran evacuados.

### Postrimerías
El desastre de Apiesi marcó el final de los intentos de pacificar la península y el impulso colonizador no volvió a recuperarse a pesar de las campañas de 1776 a 1779: «continuando la zona fronteriza de La Guajira como territorio inconquistado». Las autoridades coloniales habían intentando dos tipos de poblaciones para pacificar a los indios: los pueblos fortificados que pensó Arévalo y las misiones de las órdenes religiosas. Ambas formas habían fracasado sin poder incorporar a los wayús al orden español.
Los españoles no podían vencer a causa del difícil clima de la península, pero los wayús tampoco podían vencer porque estaban divididos. Igual de decisivo que la resistencia wayú en el norte y este de la península fue el agotamiento de los recursos económicos de los españoles. Riohacha dependía de refuerzos de tropas regulares de Cartagena Valledupar, Santa Marta y Maracaibo, los que se retiraban en cuanto pasaba la emergencia. De hecho, pronto hasta Maracaibo, que se suponía debía apoyar la colonización del oriente de la Guajira agotó sus propios recursos.
En 1778 el gobierno regional quedó a cargo de Antonio de Narváez y La Torre, quien junto a Anastasio Cejudo, idearon un plan mediante el cual se crearon milicias coloniales en los pueblos y se buscó integrar a los wayús en la economía española comprándoles sus productos, incluidos indios que capturaban en sus guerras intertribales. También se determinó que todo indio capturado en armas debía servir 8 años en Cartagena y en caso de no tener armas sólo la mitad. La idea era reducir los recursos necesarios, pues la monarquía deseaba concentrarse en otros asuntos internacionales. El estallido de la guerra de la independencia estadounidense en 1779 sello el final del conflicto, obligando a enviar tropas a otros sectores del mar Caribe.
Aunque los oficiales españoles sabían que sólo la construcción de fuertes permitiría acabar con el contrabando, les resultaba más barato la negociación. La nueva revuelta había debilitado seriamente sus defensas en la península, y se estableció una línea fronteriza que iba de Riohacha y Pedraza, pasando por Sinamaica, al sur de la península, llevando a que abandonaran Bahía Honda y Sábana del Valle en 1799, se desmantelara Pedraza en 1790 y se transfiriera Sinamaica a Maracaibo en la Capitanía General de Venezuela entre 1790 y 1792. El abandono de Pedraza significó la pérdida de la Baja Guajira, miles de criollos y mestizos se quedaron en Riohacha pero mantuvieron vínculos comerciales y familiares con los indios.
Para 1803 Sinamaica había sido abandonada y la única posesión española en la península era Riohacha. La seguridad de la frontera oriental del Virreinato de la Nueva Granada quedó a cargo de las milicias de Riohacha. Esto significó que las autoridades españolas fueron obligadas a aceptar que los wayús seguirían manteniendo sus tradiciones y viviendo del contrabando.
En 1789 sólo una banda de 600 wayús se mantenía en reducciones en las cercanías de Riohacha. Los esfuerzos de evangelización y aculturización habían sido en vano, pero continuaron hasta 1800, cuando el número de capuchinos en la zona se había reducido a uno por la senilidad y mortandad. Riohacha jamás recuperó la importancia que ganó en aquellos años, pues el virreinato empezó a centrarse en colonizar la región del Darién entre 1783 y 1785, lo que también fracasó.